# Pau Villalonga
Pau Villalonga (¿? - Palma de Mallorca, 1609) fue maestro de capilla de la iglesia de Santa María del Mar de Barcelona y de la catedral de Palma de Mallorca.

## Vida
Fue maestro de capilla de la basílica de Santa María del Mar de Barcelona hasta el año 1564 en que aceptó la invitación del capítulo de canónigos de la catedral de Palma de Mallorca para ocupar el mismo cargo que se acababa de crear. Allí llevó una actividad docente de música y órgano a los niños del coro y a otros sacerdotes de aquella catedral.
A partir del 1572, debido a la muerte de Antoni Socias, primicerio o maestro de cantos de la sede mallorquina, toda la actividad musical recayó en sus manos. Por el interés demostrado en la música, en 1595 obtuvo de los canónigos autorización para crear una capilla de música fija, con un grupo de ministriles. Desde 1596 fue ayudado por Antoni Vicens, dejando el cargo de primicerio en 1604, aunque nominalmente lo mantuvo hasta la muerte.

## Obra
La única obra que se ha conservado de Vilallonga es el Llibre de Faristol (Libro de Atril), que durante algunos siglos quedó abandonado en un lugar del campanario de la catedral. Una vez recuperado, fue el maestro Felipe Pedrell quien lo dio a conocer, haciendo la transcripción de un Magnificat y de la antífona mariana Ave Regina coelorum. El total de obras que contiene este libro es de diecinueve, a 3 y a 4 voces, y todas las obras son religiosas.